# Park Ju-hyun
Park Ju-hyun (en hangul, 박주현; en hanja, 朴柱炫; romanización revisada, Bak Ju-hyeon) es una actriz surcoreana.

## Biografía
El 27 de julio de 2020 se graduó de la Universidad Nacional de Artes de Corea (Korea National University of Arts).
El 30 de enero de 2022, su agencia anunció que había dado positiva para Covid-19.

## Carrera
Es miembro de la agencia 935 Entertainment (935엔터테인먼트).
En marzo de 2020 se unió al elenco recurrente de la serie A Piece of Your Mind, donde dio vida a Kim Ji-soo, el primer amor de Moon Ha-won (Jung Hae-in).El 29 de abril del mismo año se unió al elenco principal de la serie Extracurricular, donde interpretó a Bae Gyu-ri, la peligrosa amiga de Oh Ji-soo (Kim Dong-hee), a quien ayuda a cometer crímenes.Posteriormente, 21 de septiembre, se unió al elenco principal de la serie Zombie detective. donde dio vida a Gong Sun-ji, una ex periodista de investigación que es contratado como asistente a tiempo parcial en la agencia de Kim Moo-young (Choi Jin-hyuk), hasta el final de la serie el 27 de octubre del mismo año.
En marzo de 2021 se unió al elenco principal de la serie Mouse, donde interpretó a Oh Bong-yi, una dura estudiante experta en artes marciales, que vive sola con su abuela y que siempre termina discutiendo de manera divertida con Jeong Ba-reum (Lee Seung-gi), el policía del vecindario, hasta el final de la serie el 19 de mayo del mismo año.Ese mismo año apareció en la película Silence, donde da vida a Yoo-ra, la hermana menor de Mi-ran (Park Hee-von).
El 20 de abril de 2022 se unió al elenco de la serie Love All Play (también conocida como "Going to You at a Speed of 493 km") donde interpretará a Park Tae-yang, una ex aspirante a atleta olímpica que tuvo que dejar el mundo del bádminton durante tres años debido a un escándalo de sobornos.
Entre 2022 y 2023 protagonizó la serie de época The Forbidden Marriage, donde interpreta el papel de una joven estafadora que hace creer al rey que ha encarnado el espíritu de su esposa fallecida años antes.

## Filmografía

### Series de televisión
| Año     | Título                                 | Personaje     | Canal   | Notas                       | Ref.          |
| ------- | -------------------------------------- | ------------- | ------- | --------------------------- | ------------- |
| 2018    | Graphene Begins (그라펜 비긴즈)        | -             |         | Serie web                   |               |
| 2019    | Drama Stage Season 3 - "My Wife’s Bed" | Han Che-ri    |         | 1 episodio                  |               |
| 2020    | A Piece of Your Mind                   | Kim Ji-soo    | tvN     |                             |               |
| 2020    | Extracurricular                        | Bae Gyu-ri    | Netflix | Serie web en diez episodios | [ 18 ]        |
| 2020    | Zombie Detective                       | Gong Sun-ji   | KBS2    | 12 episodios                |               |
| 2021    | Mouse                                  | Oh Bong-yi    | tvN     | 20 episodios                |               |
| 2022    | Love All Play                          | Park Tae-yang | KBS2    |                             | [ 19 ]        |
| 2022-23 | The Forbidden Marriage                 | Ye So-rang    | MBC     | 12 episodios                | [ 20 ] [ 21 ] |
| 2024    | Perfect Family                         | Choi Seon-hee | KBS2    | 12 episodios                | [ 22 ] [ 23 ] |

### Películas
| Año  | Título                | Personaje              | Notas                                                                       | Ref.                 |
| ---- | --------------------- | ---------------------- | --------------------------------------------------------------------------- | -------------------- |
| 2015 | 목욕                  | —                      | Cortometraje                                                                |                      |
| 2015 | 하우쓰케이크          | —                      | Cortometraje                                                                |                      |
| 2016 | 상상하지마            | —                      | Cortometraje                                                                |                      |
| 2016 | 추격                  | —                      | Cortometraje                                                                |                      |
| 2016 | 틈                    | —                      | Cortometraje                                                                |                      |
| 2016 | 새                    | —                      | Cortometraje                                                                |                      |
| 2017 | 가족모임              | —                      | Cortometraje                                                                |                      |
| 2017 | 달리고 또 달리고      | —                      | Cortometraje                                                                |                      |
| 2017 | 집착                  | —                      | Cortometraje                                                                |                      |
| 2019 | The Dude in Me        | Estudiante             | Junto a Jung Jin-young                                                      |                      |
| 2019 | The Boy Who Had Horns | Empleada de la oficina | Junto a Hwang Sung-gyoon                                                    |                      |
| 2022 | Drive                 | Han Yoo-na             | Junto a Kim Yeo-jin, Kim Do-yoon y Jung Woong-in                            | [ 24 ] [ 25 ]        |
| 2022 | Seúl a toda pastilla  | Yoon-hee               | Junto a Yoo Ah-in, Ong Seong-wu, Go Yoon-jung, Go Kyung-pyo y Kim Sung-kyun | [ 26 ] [ 27 ] [ 28 ] |
| 2023 | Project Silence       | Yoo-ra                 | Junto a Ju Ji-hoon, Lee Sun-kyun, Kim Tae-woo, Kim Hee-won y Ye Soo-jung    | [ 29 ] [ 30 ]        |

### Programas de variedades
| Año  | Título                             | Notas                                             | Ref.          |
| ---- | ---------------------------------- | ------------------------------------------------- | ------------- |
| 2020 | Immortal Songs: Singing the Legend | (ep. 472 - "Zombie Detective Special") - invitada | [ 31 ]        |
| 2020 | The Return of Superman             | (ep. 345) - invitada                              |               |
| 2021 | Amazing Saturday (DoReMi Market)   | (ep. 147) - invitada                              | [ 32 ] [ 33 ] |

### Presentadora
| Año  | Evento                 | Notas                             |
| ---- | ---------------------- | --------------------------------- |
| 2020 | 5th Asia Artist Awards | co-presentadora - junto a Leeteuk |

### Aparición en videos musicales
| Año  | Artista(s)                    | Canción              | Notas |
| ---- | ----------------------------- | -------------------- | ----- |
| 2019 | OurR (아월)                   | "Swing"              |       |
| 2020 | Zico                          | "Cartoon" (만화영화) |       |
| 2020 | 장성규 feat. Jay Park & Sik-K | "Workman"            |       |

### Teatro
| Año  | Título      | Personaje | Notas |
| ---- | ----------- | --------- | ----- |
| 2016 | 햄릿        | -         |       |
| 2018 | 수박        | -         |       |
| 2018 | 여름과 연기 | -         |       |

### Publicidad
| Año  | Título                     | Notas |
| ---- | -------------------------- | ----- |
| 2019 | 디스커버리 익스페디션      |       |
| 2019 | DB 기업광고                |       |
| 2019 | 던킨도너츠                 |       |
| 2018 | 리니지                     |       |
| 2018 | 갤럭시 노트9               |       |
| 2018 | 코코메이 코엘시아          |       |
| 2018 | 요기요                     |       |
| 2018 | 샘표 연두                  |       |
| 2018 | 워크포레스트성수           |       |
| 2018 | 한국관광공사 평창여행의 달 |       |
| 2017 | 트리바고                   |       |
| 2017 | 설화수                     |       |
| 2017 | 삼성 프레임TV              |       |
| 2016 | G마켓 hp스펙터노트북       |       |
| 2016 | 그라펜                     |       |

## Premios y nominaciones
| Año  | Premio                                                     | Categoría                                   | Trabajo                | Resultado | Ref.                 |
| ---- | ---------------------------------------------------------- | ------------------------------------------- | ---------------------- | --------- | -------------------- |
| 2020 | 7th APAN Star Award                                        | Mejor actriz revelación                     | Zombie Detective       | Nominada  |                      |
| 2020 | 2nd Asia Contents Awards Busan International Film Festival | Mejor actriz revelación                     | Extracurricular        | Nominada  | [ 34 ]               |
| 2020 | 5th Asia Artist Award                                      | AAA Choice (Actress)                        | -                      | Ganadora  | [ 35 ] [ 36 ] [ 37 ] |
| 2021 | 57th Baeksang Arts Awards                                  | Mejor actriz revelación                     | Extracurricular        | Ganadora  | [ 38 ] [ 39 ]        |
| 2022 | MBC Drama Awards                                           | Premio a la excelencia, actriz en miniserie | The Forbidden Marriage | Ganadora  | [ 40 ]               |
| 2022 | MBC Drama Awards                                           | Mejor pareja (con Kim Young-dae)            | The Forbidden Marriage | Nominados | [ 40 ]               |